# Burundi bwacu
Burundi bwacu är Burundis nationalsång. Texten skrevs av en grupp ledd av den katolske prästen Jean-Baptiste Ntahokaja och musiken komponerades av Marc Barengayabo. Nationalsången infördes vid landets självständighet 1962.